# Results May Vary
Albums de Limp Bizkit
Chocolate Starfish and the Hot Dog Flavored Water
(2000) The Unquestionable Truth (Part 1)
(2005)
Singles
1. Eat You Alive
Sortie : 15 septembre 2003
2. Behind Blue Eyes
Sortie : 28 novembre 2003

Results May Vary est le quatrième album studio du groupe de Nu-metal américain Limp Bizkit. Il est sorti le 23 septembre 2003 sur le label Interscope et a été produit par Terry Date, DJ Lethal, Fred Durst, Rick Rubin et Jordan Schur.

## Historique
Il s'est classé 3e au Billboard 200 et au Top Internet Albums et a été certifié disque de platine par la Recording Industry Association of America (RIAA) le 3 juin 2008.
L'album a été enregistré deux fois, dont la première version n'est jamais sortie. Son nom a été changé à de nombreuses reprises (Bipolar, Less Is More, Fetus More, Panty Sniffer, The Search For Teddy Swoes) avant de finalement s'intituler Results May Vary.
Tim Burton réalisa une pochette pour l'album quand il se nommait encore The Search For Teddy Swoes mais elle ne fut finalement pas utilisée.
Dans cet opus Mike Smith remplace Wes Borland aux guitares.

## Liste des titres
| No  | Titre                                                          | Auteur                               | Durée |
| --- | -------------------------------------------------------------- | ------------------------------------ | ----- |
| 1.  | Re-Entry                                                       | Fred Durst, John Otto, Sam Rivers    | 2:37  |
| 2.  | Eat You Alive                                                  | Durst, Otto, Rivers, Mike Smith (en) | 3:57  |
| 3.  | Gimme the Mic                                                  |                                      | 3:05  |
| 4.  | Underneath the Gun                                             | Durst, Otto, Rivers, Smith           | 5:42  |
| 5.  | Down Another Day                                               | Durst, Otto, Rivers                  | 4:06  |
| 6.  | Almost Over                                                    | Durst, Otto, Rivers, Smith           | 4:38  |
| 7.  | Build a Bridge (featuring Brian « Head » Welch)                | Durst, Otto, Rivers                  | 3:57  |
| 8.  | Red Light-Green Light (Contient le morceau caché Take It Home) | Durst,DJ Lethal, Snoop Dog           | 5:36  |
| 9.  | The Only One                                                   | Durst, Otto, Rivers, Smith           | 4:08  |
| 10. | Let Me Down                                                    | Durst, Otto, Rivers                  | 4:16  |
| 11. | Lonely World                                                   | Durst, Otto, Rivers, Smith           | 4:34  |
| 12. | Phenomenon                                                     | Durst, DJ Lethal, Rivers, Smith      | 3:59  |
| 13. | Creamer (Radio Is Dead)                                        | Durst, Otto, Rivers                  | 4:30  |
| 14. | Head for the Barricade                                         | Durst, Otto, Rivers, Smith           | 3:34  |
| 15. | Behind Blue Eyes (Contient le morceau caché All That Easy)     | Pete Townshend                       | 6:05  |
| 16. | Drown                                                          | Durst, Rivers                        | 3:51  |

| 17. | Shot           | 3:45 |
| 18. | Just Drop Dead | 4:02 |

| 17. | All That Easy | 1:32 |
| 18. | Take It Home  | 1:41 |

| 17. | Let It Go | 5:10 |
| 18. | Armpit    | 3:52 |

## Personnel
Limp Bizkit
- Fred Durst : chant, guitare
- Sam Rivers : basse, guitare
- John Otto : batterie, percussion
- DJ Lethal : platines, claviers, samples, programmation
- Mike Smith (en) : guitares

Musiciens additionnel
- Snoop Dog: chant sur Red Light - Green Light
- Brian "Head" Welch: guitare sur Build a Bridge
- Randy Pereira: guitare sur Behind Blue Eyes

## Charts et certifications

### Album
| Pays             | Durée du classement | Meilleur classement |
| ---------------- | ------------------- | ------------------- |
| Allemagne        | 32 semaines         | 1er                 |
| Australie        | 25 semaines         | 2e                  |
| Autriche         | 31 semaines         | 1er                 |
| Belgique (W)     | 17 semaines         | 18e                 |
| Belgique (V)     | 20 semaines         | 10e                 |
| Canada           | 2 semaines          | 3e                  |
| Danemark         | 12 semaines         | 6e                  |
| États-Unis       | 32 semaines         | 3e                  |
| Finlande         | 3 semaines          | 7e                  |
| France           | 34 semaines         | 19e                 |
| Italie           | 10 semaines         | 7e                  |
| Norvège          | 1 semaine           | 10e                 |
| Nouvelle-Zélande | 11 semaines         | 2e                  |
| Pays-Bas         | 20 semaines         | 11e                 |
| Portugal         | 7 semaines          | 4e                  |
| Royaume-Uni      | 7 semaines          | 7e                  |
| Suède            | 12 semaines         | 10e                 |
| Suisse           | 38 semaines         | 6e                  |

| Pays             | Certification | Ventes      | Date       |
| ---------------- | ------------- | ----------- | ---------- |
| Allemagne        | Or            | 100 000 +   | 2003       |
| Australie        | Platine       | 70 000 +    | 2003       |
| Autriche         | Or            | 20 000 +    | 04/05/2004 |
| États-Unis       | Platine       | 1 000 000 + | 03/06/2008 |
| Nouvelle-Zélande | Or            | 7 500 +     | 26/10/2003 |
| Royaume-Uni      | Or            | 100 000 +   | 10/10/2003 |
| Suisse           | Or            | 20 000 +    | 2003       |

### Singles
"Eat You Alive"
| Année | Chart                  | Durée du classement | Position |
| ----- | ---------------------- | ------------------- | -------- |
| 2003  | Mainstream Rock Tracks | 10 semaines         | 16e      |
| 2003  | Alternative Songs      | 8 semaines          | 20e      |
| 2003  | UK Singles Chart       | 8 semaines          | 10e      |
| 2003  | Single Top 100         | 9 semaines          | 13e      |
| 2003  | ARIA Charts            | 30 semaines         | 4e       |
| 2003  | Ö3 Austria Top 40      | 10 semaines         | 16e      |
| 2003  | Track Top-40           | 1 semaine           | 19e      |
| 2003  | FIMI                   | 6 semaines          | 20e      |
| 2003  | Mega Top 50            | 5 semaines          | 36e      |
| 2003  | Sverigetopplistan      | 4 semaines          | 31e      |
| 2003  | Schweizer Hitparade    | 6 semaines          | 31e      |

"Behind Blue Eyes"
| Année | Chart                  | Durée du classement | Position |
| ----- | ---------------------- | ------------------- | -------- |
| 2003  | UK Singles Chart       | 9 semaines          | 18e      |
| 2004  | Hot 100                | 11 semaines         | 71e      |
| 2004  | Mainstream Rock Tracks | 26 semaines         | 11e      |
| 2004  | Alternative Songs      | 19 semaines         | 18e      |
| 2004  | Single Top 100         | 25 semaines         | 2e       |
| 2004  | ARIA Charts            | 21 semaines         | 4e       |
| 2004  | Ö3 Austria Top 40      | 27 semaines         | 3e       |
| 2004  | (W) Ultratop           | 14 semaines         | 16e      |
| 2004  | (V) Ultratop           | 20 semaines         | 13e      |
| 2004  | Track Top-40           | 19 semaine          | 2e       |
| 2004  | Top 100                | 19 semaines         | 17e      |
| 2004  | FIMI                   | 8 semaines          | 21e      |
| 2004  | VG-lista               | 17 semaines         | 2e       |
| 2004  | RMNZ Singles Top40     | 22 semaines         | 5e       |
| 2004  | Mega Top 50            | 20 semaines         | 5e       |
| 2004  | Sverigetopplistan      | 18 semaines         | 1er      |
| 2004  | Schweizer Hitparade    | 35 semaines         | 5e       |